# 시오야촌 (와카야마현)
시오야촌(塩屋村)은 와카야마현 히다카군에 설치되었던 촌이다. 현재의 고보시에 해당한다.

## 역사
- 1889년 4월 1일 - 정촌제 시행에 의해 2촌의 구역을 가지고 성립하였다.
- 1954년 4월 1일 - 고보정, 유카와촌, 후지타촌, 노구치촌, 나다촌과 합병해 고보시가 성립하여, 동일 시오야촌은 폐지되었다.

## 교통

### 도로
- 국도 제170호선 (현 국도 제42호선)

## 참고문헌
- 角川日本地名大辞典 30 和歌山県